# Temple italique de San Giovanni in Galdo
Le Temple italique est un site archéologique situé sur le territoire communal de San Giovanni in Galdo, province de Campobasso dans la région de Molise,.

## Historique
Le temple a été construit vers le IIIe siècle av. J.-C. dans une zone aujourd'hui appelée Colle Rimontato. Construit sous la domination des Samnites, le temple devint le centre d'importance de la ville après la guerre sociale du Ier siècle av. J.-C. La zone fut habitée jusqu'au IIIe siècle, date à laquelle tout fut abandonné et le nouveau centre médiéval de San Giovanni fut reconstruit plus en aval.
Le temple a été découvert dans les années 1990.

## Description
Il s'agit d'un temple prostyle avec un pronaos et une seule rangée de colonnes qui entourent la cella sacrée. Le sol est rouge avec du carrelage blanc ivoire. Le podium surélevé comporte deux entrées et des décorations en denticules, entourées de colonnes cylindriques et cannelées. On accédait probablement au temple par un escalier en bois. Le plan est quadrangulaire, tout comme l'enceinte sacrée.